# Niurka Montalvo
Niurka Montalvo Amaro (née le 4 juin 1968 à La Havane), est une athlète cubaine, naturalisée espagnole en 1999, pratiquant le saut en longueur et le triple saut.

## Biographie
Sa naturalisation, acquise par mariage en 1999, peu avant les Championnats du monde qu'elle remportera, causa de nombreuses controverses : elle ne put participer aux Jeux olympiques de 2000 en raison de l'opposition cubaine.
En 2006, elle termine finaliste (7e) lors des Championnats d'Europe à Göteborg, à 38 ans.

### Palmarès
| Date                    | Compétition                                      | Lieu              | Résultat          | Épreuve           | Performance       |
| Représentant Cuba       | Représentant Cuba                                | Représentant Cuba | Représentant Cuba | Représentant Cuba | Représentant Cuba |
| ----------------------- | ------------------------------------------------ | ----------------- | ----------------- | ----------------- | ----------------- |
| 1986                    | Championnats ibéro-américains                    | La Havane         | 2e                | Saut en longueur  | 6,11 m            |
| 1987                    | Championnats d'Amérique centrale et des Caraïbes | Caracas           | 1re               | Saut en longueur  | 6,31 m            |
| 1990                    | Jeux d'Amérique centrale et des Caraïbes         | Mexico            | 1re               | Saut en longueur  | 6,58 m            |
| 1991                    | Championnats du monde en salle                   | Séville           | 5e                | Saut en longueur  | 6,68 m            |
| 1993                    | Universiade                                      | Buffalo           | 1re               | Triple saut       | 14,16 m           |
| 1993                    | Championnats d'Amérique centrale et des Caraïbes | Cali              | 1re               | Saut en longueur  | 6,58 m            |
| 1993                    | Championnats d'Amérique centrale et des Caraïbes | Cali              | 1re               | Triple saut       | 14,09 m           |
| 1993                    | Championnats du monde                            | Stuttgart         | 4e                | Triple saut       | 14,22 m           |
| 1993                    | Jeux d'Amérique centrale et des Caraïbes         | Ponce             | 1re               | Saut en longueur  | 6,37 m            |
| 1993                    | Jeux d'Amérique centrale et des Caraïbes         | Ponce             | 1re               | Triple saut       | 13,57 m           |
| 1994                    | Coupe du monde des nations                       | Londres           | 2e                | Saut en longueur  | 6,70 m            |
| 1995                    | Championnats du monde en salle                   | Barcelone         | 6e                | Triple saut       | 14,04 m           |
| 1995                    | Jeux panaméricains                               | Mar del Plata     | 1re               | Saut en longueur  | 6,89 m            |
| 1995                    | Jeux panaméricains                               | Mar del Plata     | 2e                | Triple saut       | 13,90 m           |
| 1995                    | Championnats du monde                            | Göteborg          | 2e                | Saut en longueur  | 6,86 m            |
| Représentant l' Espagne |                                                  |                   |                   |                   |                   |
| 1999                    | Championnats du monde                            | Séville           | 1re               | Saut en longueur  | 7,06 m            |
| 2001                    | Championnats du monde en salle                   | Lisbonne          | 3e                | Saut en longueur  | 6,88 m            |
| 2001                    | Championnats du monde                            | Edmonton          | 3e                | Saut en longueur  | 6,88 m            |
| 2004                    | Championnats ibéro-américains                    | Huelva            | 1re               | Saut en longueur  | 6,58 m            |
| 2005                    | Jeux méditerranéens                              | Almería           | 2e                | Saut en longueur  | 6,55 m            |
| 2006                    | Championnats d'Europe                            | Göteborg          | 7e                | Saut en longueur  | 6,50 m            |

#### National
Pour Cuba : 
- 5 titres en longueur (1988, 1990, 1993-1995)
- 2 titres au triple (1993, 1994)

Pour l'Espagne : 
- 5 titres en longueur (1999-2002, 2005) et 3 en salle (2000, 2001, 2005)
- 1 titre au triple (1999)

### Records
| Épreuve          | Épreuve      | Performance  | Lieu      | Date         |
| ---------------- | ------------ | ------------ | --------- | ------------ |
| Saut en longueur | En plein air | 7,06 m (RN)  | Séville   | 23 août 1999 |
| Saut en longueur | En salle     | 6,88 m       | Lisbonne  | 10 mars 2001 |
| Triple saut      | En plein air | 14,60 m (RN) | La Havane | 24 juin 1994 |
| Triple saut      | En salle     | 14,04 m      | Barcelone | 11 mars 1995 |